# سعدة (تعز)
سعدة هي إحدى قرى الجمهورية اليمنية. تتبع جغرافيا لمحافظة تعز وإداريًا لمديرية خدير. يبلغ تعداد سكانها 2821 نسمة حسب الإحصاء الذي أجري عام 2004.